# Adrie van der Poel
Adrianus Aloysius Jacobus "Adrie" van der Poel es un exciclista neerlandés, nacido el 17 de junio de 1959 en Bergen op Zoom.
Profesional de 1981 a 2000, tiene en su haber más de 100 victorias. Fue campeón del mundo de ciclocrós en 1996 y seis veces campeón de los Países Bajos en esta disciplina en 1989, 1990, 1991, 1992 y 1995. En 1987 ganó el Campeonato de los Países Bajos en Ruta.
Es yerno de Raymond Poulidor. Su hijo, Mathieu van der Poel, es también un ciclista profesional con mucho éxito, que compite en las modalidades de carretera, ciclocrós y mountainbike, con victorias en las tres disciplinas. Además, tiene otro hijo llamado David van der Poel que también es ciclista profesional.

## Palmarés
| 1981 - 1 etapa de la París-Niza - 1 etapa de la Dauphiné Libéré - 3.º en el Campeonato de los Países Bajos en Ruta 1982 - Campeonato de Zúrich - 1 etapa de la París-Niza 1983 - Grand Prix Jef Scherens - Premio Nacional de Clausura - Grand Prix Europa - 1 etapa del Tour de Luxemburgo - 3.º en el Campeonato de los Países Bajos en Ruta - 2.º en el Campeonato Mundial en Ruta - 2.º en el Campeonato de los Países Bajos de Ciclocrós 1984 - 1 etapa de la Tirreno-Adriático - 2.º en el Campeonato de los Países Bajos de Ciclocrós 1985 - París-Bruselas - Clásica San Sebastián - Flecha Brabanzona - Scheldeprijs Vlaanderen - Gran Premio de Isbergues - Gran Premio de Cannes - Binche-Tournai-Binche - 1 etapa de la Vuelta a Irlanda - 2 etapas del Tour de Luxemburgo - 2.º en el Campeonato Mundial de Ciclocrós - 3.º en el Campeonato de los Países Bajos de Ciclocrós 1986 - Tour de Flandes - Premio Nacional de Clausura - 1 etapa de la Coors Classic - Acht van Chaam 1987 - Campeonato de los Países Bajos en Ruta - Creteil-Chaville - Premio Nacional de Clausura - G. P. de Fourmies - Giro del Piamonte - G. P. Kanton Aargau - Druivenkoers Overijse - 2 etapas de la Vuelta a Suecia - 1 etapa del Tour de Francia - París-Tours | 1988 - Lieja-Bastoña-Lieja - Estrella de Bessèges, más 1 etapa - Herald Sun Tour, más 1 etapa - 1 etapa de la Vuelta a Andalucía - 1 etapa del Tour de Francia - 2.º en el Campeonato de los Países Bajos en Ruta - 2.º en el Campeonato Mundial de Ciclocrós - 2.º en el Campeonato de los Países Bajos de Ciclocrós 1989 - 2 etapas de la París-Niza - 2.º en el Campeonato Mundial de Ciclocrós - Campeonato de los Países Bajos de Ciclocrós 1990 - Amstel Gold Race - G. P. Kanton Aargau - 2.º en el Campeonato Mundial de Ciclocrós - Campeonato de los Países Bajos de Ciclocrós 1991 - Circuito de Guecho - New Jersey National Bank Classic - 1 etapa de la Vuelta a Gran Bretaña - 1 etapa de la Vuelta a los Países Bajos - 2.º en el Campeonato Mundial de Ciclocrós - Campeonato de los Países Bajos de Ciclocrós 1992 - 3.º en el Campeonato Mundial de Ciclocrós - Campeonato de los Países Bajos de Ciclocrós 1993 - 3.º en el Campeonato de los Países Bajos de Ciclocrós 1995 - Campeonato de los Países Bajos de Ciclocrós 1996 - Campeonato Mundial de Ciclocrós - 3.º en el Campeonato de los Países Bajos de Ciclocrós 1997 - 3.º en el Campeonato de los Países Bajos de Ciclocrós 1998 - 2.º en el Campeonato de los Países Bajos de Ciclocrós 1999 - 3.º en el Campeonato Mundial de Ciclocrós - Campeonato de los Países Bajos de Ciclocrós 2000 - 2.º en el Campeonato de los Países Bajos de Ciclocrós |

## Resultados

### Grandes Vueltas
| Carrera | Carrera         | 1980 | 1981 | 1982  | 1983 | 1984 | 1985 | 1986 | 1987  | 1988 | 1989 | 1990  | 1991 | 1992 | 1993  | 1994 | 1995 | 1996 | 1997 | 1998 | 1999 |
| ------- | --------------- | ---- | ---- | ----- | ---- | ---- | ---- | ---- | ----- | ---- | ---- | ----- | ---- | ---- | ----- | ---- | ---- | ---- | ---- | ---- | ---- |
|         | Giro de Italia  | —    | —    | —     | —    | —    | —    | —    | —     | —    | —    | —     | —    | —    | 100.º | —    | —    | —    | —    | —    | —    |
|         | Tour de Francia | —    | —    | 102.º | 37.º | Ab.  | 51.º | —    | 105.º | 84.º | Ab.  | 111.º | —    | Ab.  | —     | —    | —    | —    | —    | —    | —    |
|         | Vuelta a España | —    | —    | —     | —    | —    | —    | —    | —     | —    | —    | —     | 71.º | —    | —     | —    | —    | —    | —    | —    | —    |

### Clásicas, Campeonatos y JJ. OO.
| Carrera                | Carrera                | 1980 | 1981         | 1982         | 1983         | 1984 | 1985         | 1986         | 1987         | 1988 | 1989         | 1990         | 1991         | 1992 | 1993         | 1994         | 1995         | 1996  | 1997         | 1998         | 1999         |
| ---------------------- | ---------------------- | ---- | ------------ | ------------ | ------------ | ---- | ------------ | ------------ | ------------ | ---- | ------------ | ------------ | ------------ | ---- | ------------ | ------------ | ------------ | ----- | ------------ | ------------ | ------------ |
| Omloop Het Nieuwsblad  | Omloop Het Nieuwsblad  | —    | —            | —            | 7.º          | —    | 5.º          | X            | —            | —    | 69.º         | 7.º          | 27.º         | 39.º | —            | —            | —            | —     | —            | —            | —            |
| Kuurne-Bruselas-Kuurne | Kuurne-Bruselas-Kuurne | —    | —            | —            | —            | —    | —            | X            | —            | —    | —            | —            | —            | 71.º | X            | —            | —            | —     | —            | —            | —            |
|                        | Milán-San Remo         | —    | —            | 61.º         | 31.º         | 50.º | 18.º         | 7.º          | 46.º         | 7.º  | 31.º         | —            | 74.º         | 42.º | 91.º         | —            | —            | —     | —            | —            | —            |
| A Través de Flandes    | A Través de Flandes    | —    | —            | —            | —            | —    | —            | 2.º          | 22.º         | —    | —            | 2.º          | 7.º          | 7.º  | —            | 47.º         | —            | —     | —            | —            | —            |
| E3 Harelbeke           | E3 Harelbeke           | —    | —            | —            | —            | —    | —            | —            | —            | —    | 2.º          | 3.º          | —            | 13.º | —            | —            | —            | —     | —            | —            | —            |
| Gante-Wevelgem         | Gante-Wevelgem         | —    | 6.º          | —            | 4.º          | —    | 24.º         | 10.º         | —            | 18.º | 23.º         | —            | 11.º         | 17.º | 12.º         | 86.º         | —            | 58.º  | —            | —            | —            |
|                        | Tour de Flandes        | —    | 14.º         | 33.º         | 34.º         | —    | 15.º         | 1.º          | 8.º          | 3.º  | 35.º         | 64.º         | 68.º         | 26.º | 46.º         | 26.º         | 58.º         | 60.º  | —            | —            | —            |
| Scheldeprijs           | Scheldeprijs           | —    | 4.º          | —            | —            | —    | 1.º          | —            | —            | —    | 6.º          | 5.º          | —            | 11.º | —            | 19.º         | —            | 13.º  | —            | —            | —            |
|                        | París-Roubaix          | —    | —            | 32.º         | 6.º          | —    | 9.º          | 3.º          | 37.º         | 18.º | 18.º         | 8.º          | 25.º         | 14.º | 5.º          | 16.º         | 48.º         | —     | —            | —            | —            |
| Flecha Brabanzona      | Flecha Brabanzona      | —    | —            | —            | —            | —    | 1.º          | 18.º         | 9.º          | 7.º  | 2.º          | —            | —            | —    | —            | 36.º         | 7.º          | —     | —            | —            | —            |
| Amstel Gold Race       | Amstel Gold Race       | —    | 12.º         | 8.º          | 11.º         | —    | —            | 6.º          | 9.º          | —    | 10.º         | 1.º          | 13.º         | 38.º | '6.º'        | —            | —            | —     | —            | —            | —            |
| Flecha Valona          | Flecha Valona          | —    | 2.º          | —            | 15.º         | —    | —            | 41.º         | —            | —    | —            | —            | —            | —    | 15.º         | —            | —            | —     | —            | —            | —            |
|                        | Lieja-Bastoña-Lieja    | —    | 24.º         | 25.º         | 7.º          | —    | 40.º         | 2.º          | 46.º         | 1.º  | —            | 53.º         | 48.º         | —    | 80.º         | —            | —            | —     | —            | —            | —            |
| Clásica San Sebastián  | Clásica San Sebastián  | X    | —            | —            | —            | —    | 1.º          | —            | 9.º          | —    | —            | —            | —            | 25.º | 59.º         | —            | —            | 177.º | —            | —            | —            |
| Campeonato de Zúrich   | Campeonato de Zúrich   | —    | 34.º         | 1.º          | —            | —    | —            | 3.º          | 22.º         | 7.º  | —            | 27.º         | 116.º        | 9.º  | 55.º         | —            | —            | —     | —            | —            | —            |
| París-Tours            | París-Tours            | —    | 12.º         | 16.º         | 2.º          | 52.º | 6.º          | 4.º          | 1.º          | 23.º | 68.º         | 35.º         | 4.º          | 25.º | 5.º          | 5.º          | —            | —     | —            | —            | —            |
|                        | Giro de Lombardía      | —    | —            | 44.º         | 3.º          | 6.º  | 2.º          | —            | —            | —    | —            | 32.º         | 11.º         | —    | —            | —            | —            | —     | —            | —            | —            |
| JJ. OO. (Ruta)         | JJ. OO. (Ruta)         | 7.º  | No disputado | No disputado | No disputado | —    | No disputado | No disputado | No disputado | —    | No disputado | No disputado | No disputado | —    | No disputado | No disputado | No disputado | —     | No disputado | No disputado | No disputado |
| Mundial en Ruta        | Mundial en Ruta        | —    | Ab.          | —            | 2.º          | Ab.  | 59.º         | 67.º         | 18.º         | 49.º | Ab.          | Ab.          | Ab.          | Ab.  | 14.º         | Ab.          | —            | —     | —            | —            | —            |
| Holanda en Ruta        | Holanda en Ruta        | —    | 3.º          | 18.º         | 3.º          | 11.º | —            | —            | 1.º          | 2.º  | —            | —            | 5.º          | —    | 8.º          | 11.º         | —            | —     | —            | 20.º         | —            |

### Ciclocrós
| Carrera                     | Carrera                     | 1980 | 1981 | 1982 | 1983 | 1984 | 1985 | 1986 | 1987 | 1988 | 1989 | 1990 | 1991 | 1992 | 1993 | 1994 | 1995 | 1996 | 1997 | 1998 | 1999 | 2000 |
| --------------------------- | --------------------------- | ---- | ---- | ---- | ---- | ---- | ---- | ---- | ---- | ---- | ---- | ---- | ---- | ---- | ---- | ---- | ---- | ---- | ---- | ---- | ---- | ---- |
| Mundial de Ciclocrós        | Mundial de Ciclocrós        | —    | —    | —    | —    | —    | 2.º  | —    | —    | 2.º  | 2.º  | 2.º  | 2.º  | 3.º  | 5.º  | 5.º  | 4.º  | 1.º  | 4.º  | 25.º | 3.º  | 4.º  |
| Países Bajos Ciclocrós      | Países Bajos Ciclocrós      | —    | —    | —    | 2.º  | 2.º  | 3.º  | —    | —    | 2.º  | 1.º  | 1.º  | 1.º  | 1.º  | 3.º  | 4.º  | 1.º  | 3.º  | 3.º  | 2.º  | 1.º  | 2.º  |
| Copa del Mundo de Ciclocrós | Copa del Mundo de Ciclocrós | X    | X    | X    | X    | X    | X    | X    | X    | X    | X    | X    | X    | X    | X    | 4.º  | 4.º  | 6.º  | 1.º  | 2.º  | 4.º  | 4.º  |

 —: No participa

Ab.: Abandona

X: Ediciones no celebradas